# 韋昭度
韋昭度（9世纪—895年6月4日），字正紀，京兆郡杜陵县（今陕西省西安市长安区）人，出自京兆韦氏彭城公房，唐朝官员。

## 簡介
韋昭度是咸通八年（867年）進士，遷中書舍人。中和元年（881）七月，以兵部侍郎、判度支，本官同平章事。中和四年（884年）六月，朝廷免陳敬瑄之職，派昭度為西川節度使，分邛州、蜀州、黎州、雅州为永平军。陳敬瑄拒絕交出兵權，文德元年（888年），韋昭度指揮王建和顧彥朗攻成都，昭度無韜略，但知沿途逗撓，是以久攻不下。王建勸韦昭度回長安，昭度迟疑不决，王建擒抓昭度親吏駱保，臠割烹食，誣說他私盜軍糧，韋昭度恐懼，將帥印符節授給王建，托疾東歸。王建親自送行，和韋昭度洒淚而別。大順二年（891年）無功而返。罷為東都留守。後起用任中書令，封岐國公。
時侍中兼中書令王行瑜擅權，要求擔任尚書令；韋昭度密奏：“太宗以尚書令執政，遂登大位，自是不以授人臣。惟郭子儀以大功拜尚書令，終身避讓。行瑜安可輕議！”於是帝命李磎（一作李谿）為相，崔昭緯告訴王行瑜說他沒能升官是韋昭度作梗。昭宗乾宁二年（895年），王行瑜以韋昭度伐蜀無功，与李茂贞及镇国节度使韩建攻入长安，抗表請殺宰相韋昭度、李谿以謝天下。帝不准。五月甲子（895年6月4日），王行瑜派人在都亭驛杀死韦昭度和李谿。追赠太尉。著有《續皇王寶運錄》。

## 墓地
2024年，陕西省考古研究院在西安市北里王村发掘考古了十余座京兆韦氏家族墓葬，其中包括了晚唐宰相韦昭度的墓地。

## 家庭

### 曾祖
- 韦友信，唐朝泉吉务三州刺史[1]

### 祖父
- 韦绶，唐朝兴元节度使、赠右仆射[1]

### 父母
- 韦逄[1]
- 弘农杨氏，出自越公房靖恭杨氏，京兆尹杨虞卿之女，雅州刺史杨勘的姐妹[3]

### 兄弟姐妹
- 韦昭符，礼部尚书[1]
- 韦昭愿，太子少保[1]
- 韦昭矩，给事中[1]
- 韦昭远，考功员外郎[1]

### 儿子
- 韦巽，前蜀卿监

## 延伸阅读
[在维基数据编辑]
 在维基文库阅读此作者作品
 《舊唐書·卷179》，出自刘昫《舊唐書》